# Aphaenogaster lustrans
Aphaenogaster lustrans é uma espécie de inseto do gênero Aphaenogaster, pertencente à família Formicidae.